# BSフジ競馬中継
BSフジ競馬中継（ビーエスフジけいばちゅうけい）とはBSフジで日曜日に放送する中央競馬中継の番組である。初期の『競馬大王』（けいばだいおう）や2018年から放送している『BSスーパーKEIBA』（ビーエススーパーケイバ）についても後半で扱う。

## 概要
放送枠としては「BSフジ競馬中継」という名前であるが、FNS系地上波の競馬中継を同時放送するものとBSフジ独自制作で行うものの2種類がある。

### 地上波同時放送版
地上波で放送されている『スーパー競馬』→『みんなのケイバ』→『みんなのKEIBA』（フジテレビほか）・『ドリーム競馬』→『DREAM競馬』→『競馬BEAT』（関西テレビ、東海テレビ及びテレビ西日本）・『ドラマチック競馬』（北海道文化放送）のうちのいずれかを放送した（いずれの番組も制作局のネット受け扱い）。オープニングでは「本日のBSフジ競馬中継は、（放送局）制作（番組名）を放送します。」と縦書にてテロップ表記されていた。
基本的には最も格の高い重賞レースを開催する地区の放送を優先していたが、同じ格の場合はFNS各放送局の社杯や産経系の社杯が優先、それ以外は関東開催の競走を優先していたが（重賞競走がない日も含む）例外もあった。
- 日経新春杯の日の放送。京都競馬場の日経新春杯はGIIであるが同日に中山競馬場で行われるGIIIの京成杯が皐月賞へ繋がる3歳重賞であるため、BSではフジテレビ制作版を放送した。
- 2005年5月15日は、京王杯スプリングカップ（GII）開催日に『NSTスーパー競馬』（新潟大賞典（GIII））を放送した。
- 2007年9月2日は、札幌記念（当時JpnII）・小倉2歳ステークス（当時JpnIII）開催日に『スーパー競馬』（新潟2歳ステークス（当時JpnIII））を放送した。
- 2008年5月4日、2009年5月3日は天皇賞（春）（GI）開催日にGI開催場の番組ではない『みんなのケイバ』を放送した（東京メインレースはオークストライアルのスイートピーステークス）。ちなみに、新聞やインターネットの番組表上は天皇賞（春）と表記されていた。
- 前述の通り同じ格の場合は関東優先であるが、2008年 - 2009年と2011年の夏季競馬最終日は新潟2歳ステークス（2009年までJpnIII、現：GIII）ではなく『DREAM競馬』（現：『KEIBA BEAT』。レースは小倉2歳ステークス（2009年までJpnIII、現：GIII））を放送していた。
- 2009年4月5日、2010年4月4日は産経大阪杯（GII）ではなく『みんなのKEIBA（2009年はみんなのケイバ）』（ダービー卿チャレンジトロフィー（GIII））を放送した。新聞やインターネットの番組表は2008年5月4日の時と同様「産経大阪杯」と表記されていた。
- 2010年3月14日はフィリーズレビュー（GII）開催日に中山牝馬ステークス（GIII）を放送した。
- 2011年、2012年は京都記念（GII）開催日に共同通信杯（GIII）を放送した。
- 東海ステークスは東海テレビの社賞だが、放送当時オークスと同日開催ということもあり『スーパー競馬』→『みんなのケイバ』→『みんなのKEIBA』を放送した[1]。
- 2010年以降、大半の中継放送は『みんなのKEIBA』中心となり他地区の中継はGI開催日中心となった。

その枠内で他地区のメインレースは放送されていた。2008年1月以降は、『みんなのKEIBA（2009年まではみんなのケイバ）』放送日の関西地区や第3場のメインレースは基本的に番組内「勝ち馬マイスター（2009年まではみんなの1着予想）」コーナーの投票対象レース以外は生中継をせず結果のみを伝えていた。また、GIレース当日は『みんなのKEIBA』以外でも他場メインレースはVTR放映または結果のみを伝える場合があった。
放送時間は毎週日曜日15:00 - 16:00（地上波の放送が15:00より前から始まる場合はその放送開始時間に準ずる）であった。また番組情報提供サイトによっては番組名が『BSフジ競馬中継』ではなく、その日再送信を行う番組名で表記されることがあった。

### BSフジ独自制作版
この放送枠でかつて放送されていた『競馬大王』の内容をある程度引継ぎ放送されていた、非常に強いオリジナリティを持った番組。通称「BSオリジナルバージョン」あるいは「元・競馬大王」。自場のパドックは独自映像・音声で、レースに関しては地上波と同一のものを使っていた（字幕スーパーに関しては一部独自）。
放送は2010年までは日本ダービー、七夕賞（福島開催）、天皇賞（秋）、ジャパンカップの4レースとFNS系地上波で競馬中継が放送できない日（例年FNSの日、F1日本グランプリ）の代替で行われた（FNSの日の地上波はその日の注目重賞1つを取り上げて、そのレースのみを長時間テレソン内で放送）。
ただし2011年以降は放送拡大の日程が異なっていた。
- 2011年は7月24日（函館記念）、10月9日（毎日王冠・京都大賞典）、天皇賞（秋）のほかにフェブラリーステークス、ヴィクトリアマイル、安田記念がBSフジ独自制作版になり、日本ダービー、七夕賞、ジャパンカップについては地上波再送信版での放送となった。
- 2012年はフェブラリーステークス、ヴィクトリアマイル、安田記念のほかに7月22日（アイビスサマーダッシュ・中京記念）、9月2日（新潟記念・小倉2歳ステークス）、10月7日（毎日王冠）がBSフジ独自制作版での放送となり、函館記念[2]、天皇賞（秋）については地上波再送信版での放送となった[3]。

基本放送時間は14:00 - 16:00であった。しかし、近年はF1グランプリ生中継により、以下の措置が取られた。
- 2006年10月8日（毎日王冠の時）はFNSに配慮しメインレースの時間が繰り下げられていた為、それにあわせて16:15までの放送となった。毎日王冠はBSフジへの裏送り、京都大賞典は地上波同時放送であったがBSでの放送時、レースタイトルの曲は差し替えられていた。

FNSの日と重なる場合は、重賞の有無にかかわらず当日開催される東日本地区の主場（新潟競馬場の場合が多い）から中継した。この時は、通常設けている解説者の出演なし（2007年の小倉記念など）というケースや地上波で中継しない関西・北海道のレースは日本中央競馬会（JRA）公式映像（グリーンチャンネルと同じもの、実況音声はラジオNIKKEI）が使われたりした。
BSオリジナルでの日本ダービーの日には、最終レースの目黒記念についての案内もしていた。
なお、2012年3月11日は地上波での放送がFNN報道特別番組（東日本大震災関連）放送のため休止（メインレースの地上波での放送もなし）となりBSフジのみでの放送となったが、この日はオリジナル版ではなく東日本地上波の『みんなのKEIBA』をベースにした内容（裏送り）で特別放送が行われた。
しかし、同年12月23日にBSフジの事情により放送打ち切り。これにより、フジテレビ系列の番組を視聴できない地域では日曜日の15時台発走のレース（メインレースなど）を無料放送で視聴することが一部を除き不可能となった。なお、これまで通りFNSの日は通常形態での地上波放送が休止となるため、BSフジで上記と同じ『みんなのKEIBA』のフォーマットに沿った特別中継が行われている。ただし出演者は地上波のレギュラー放送とは一部異なるほか、関東主場以外はグリーンチャンネルと同じJRA公式映像となっていたりする。詳細はBSみんなのKEIBAを参照のこと。
終了から6年後の2018年10月14日の秋華賞当日、一部重賞競走施行日において『BSスーパーKEIBA』というタイトルでBSオリジナルでの競馬中継番組が復活放送された。（後述）

## 中継実績

### 共通事項
太字はBSフジオリジナル放送である。なお、BSフジのサイト内にある番組サイトでその月の放送分を確認することが可能であった。
以下番組名・制作担当局名については略号で示す。
番組名
BS…BSフジオリジナル
MK…みんなのKEIBA（2009年まではみんなのケイバ）
S…スーパー競馬（2007年はSUPER KEIBA）
DM…DREAM競馬（2006年まではドリーム競馬）
KB…競馬BEAT（2011年までは競馬beat）
DT…ドラマチック競馬
NM…NSTみんなのKEIBA（2007年まではNSTスーパー競馬）
制作担当局名
BSF…BSフジ
UHB…北海道文化放送
FTV…福島テレビ
CX…フジテレビ
NST…新潟総合テレビ
THK…東海テレビ
KTV…関西テレビ
TNC…テレビ西日本

### 2007年
東日本の『スーパー競馬』が「SUPER KEIBA」、西日本の『ドリーム競馬』が「DREAM競馬」に表記変更。

### 2012年
西日本の『競馬beat』が「競馬BEAT」に表記変更。

## BSフジ独自制作版の詳細

### 司会者
- 須田鷹雄（競馬ライター、2009年までは『ドラマチック競馬』司会も担当）

2005年〜番組終了。前番組『競馬大王』から続投。
- 西島まどか（オールウェーブ・アソシエツ所属、2010年7月よりテレビ西日本制作の『競馬BEAT』（小倉競馬開催時に放送）MCを担当）

2009年5月31日（日本ダービー）〜番組終了。2010年12月までは『JRAターフトピックス』リポーターも担当。
- 長野翼（当時・フジテレビアナウンサー）

2005年〜2006年10月29日（天皇賞（秋））。前番組『競馬大王』から続投。
- 相川梨絵（セントフォース所属、前番組『競馬大王』の初代アシスタントでもあった）

2006年11月26日（ジャパンカップ）の放送にて長野アナが若槻千夏の代理として『スーパー競馬』に出演した為、その代役を務めた。
- 梅津弥英子（フジテレビアナウンサー）
2007年5月27日（日本ダービー）〜11月25日（ジャパンカップ）。『スーパー競馬』の司会も2003年10月〜2005年3月までの間務めていた。
- もりちえみ（タレント） - 同局『ケイバdeブレイク!』→『週刊UMAJIN』兼務、ラジオ大阪『OBCドラマティック競馬』アシスタントを歴任。

2008年6月1日（日本ダービー）〜11月30日（ジャパンカップ）。
- 長谷川豊（フジテレビアナウンサー）

2005年〜2009年までは須田が『ドラマチック競馬』司会を担当する札幌・函館競馬開催期（七夕賞当日（『競馬大王』時代から恒例の福島出張放送）など）の放送で須田の代理を務めていた。FNSの日地上波代替放送の時は須田がそのまま出演。
なお2007年の七夕賞の時は福永一茂アナが出演、またF1グランプリの代替放送となった9月30日も須田が同じ理由で出演できなくなったため倉田大誠アナが出演した。2009年の七夕賞の時は青嶋達也アナが出演した。

### 解説者
- 椋木宏（競馬エイトトラックマン）

### ゲスト解説者
いずれか1名が出演
- 阿部幸太郎 - ホースニュース・馬（中央・関東版）→夕刊フジ。関東独立局『中央競馬ワイド中継』（日曜）、ラジオ日本『競馬実況中継』（日曜1部）を歴任。『競馬大王』時代は、夕刊フジ社杯のGIIIクリスタルカップ開催日に中山競馬場から中継で出演したことがある（他のメンバーはフジテレビのスタジオから）。
- 東信二 - JRA騎手→フリー評論家。以前は『スーパー競馬』の解説者も務めたことがあるが、出演機会が減少しつつあったため、BSフジへ異動となった。
- 鈴木淑子 - 競馬ジャーナリスト。『チャレンジザ競馬』アシスタント、ラジオNIKKEI『地球は競馬でまわってる』パーソナリティを歴任。『スーパー競馬』に変わった後もゲスト出演することが多かった。
- 秋山響（海外競馬評論家。2010年ジャパンカップ開催日、2011年安田記念開催日）
- 井上オークス（放浪の競馬ライター、2011年函館記念開催日）
- 山本潤 - グリーンチャンネル競馬キャスター、2011年毎日王冠／京都大賞典開催日に登場。

### 使用曲
- Five Colours In Her Hair（McFly）（番組タイトル時）
- 空飛ぶ都市計画（capsule）（オープニング、エンドロール時）
- Adventure（capsule）（出馬表・オッズ）
- Eternity（capsule）（払戻し）
- Garden City（John Tesh）（メインレース パドック（2010年まで））
- Viva La Vida（The Standard Club - 『Piano Dance 2』）（メインレース パドック（2011年から））

2010年までの出馬表・オッズ読み時の使用曲は不明。また、準メインレースパドックの曲名も不明。さらに2011年からCM前のQカット音、「仕上げキッチリ、見た目ガッカリ」のアタック音もそれぞれ変更された。

## 競馬大王
この番組枠でBSフジ開局直後の2000年12月3日から2004年12月26日まで放送されていた中央競馬中継の番組。BSフジ開局前、フジテレビのハイビジョン実用化試験放送で放送されていた『ハイビジョン競馬』（ハイビジョンけいば）（1993年〜2000年11月26日。構成作家の大倉利晴が司会、須田鷹雄・椋木宏などが出演。関西テレビ制作（天皇賞（春）・菊花賞など年数回）では山田雅人が司会）の流れを汲んでいた。
放送開始時は東京・中山開催時の番組進行は競馬場のスタジオから行われ東京・中山のレース分に於いてはパドック、レース、GIの本馬場入場ともに独自映像（レース実況音声はフジテレビのものと同じ）であり夏季開催（福島・新潟）中の番組進行はお台場・フジテレビスタジオから行われていた。しかしながらJRAのメディア関連予算削減の影響により番組進行が常時フジテレビスタジオからになり、東京・中山のパドック・レース映像も『スーパー競馬』のものと同じになった（東京・中山でのGI開催のみ競馬場スタジオからの番組進行）。
番組のキャラクターには大王の格好をした馬が使用されていた。FNSの日に放送される新潟競馬場のスタジオセットで見ることができた。
スタジオ変遷
- 2000年12月3日〜2003年12月28日：東京・中山開催は競馬場より、夏開催中はお台場スタジオより進行。
- 2004年1月11日〜12月26日：東京・中山GI開催時は競馬場スタジオより、それ以外の開催はお台場スタジオより進行。夏開催中は独自番組を休止しグレードの高いレースを行う地域の競馬中継を放送（現在の『BSフジ競馬中継』と同様の方式）。

2005年から放送しているBSフジオリジナルの中継番組も、『競馬大王』の番組内容をある程度引き継いでいた。

### 番組内容
従来の競馬中継の枠にとらわれない司会の須田の意向が反映された斬新な番組であり、こちらを好んで見ていたファンも多かった。番組コンセプトとしては「競馬ファン同士で競馬場に行って競馬を観戦している様子をそのまま放送する」「競馬ファンのための番組、競馬ファンに向かってものを言う番組」であった。
「仕上げキッチリ、見た目ガッカリ」（パドック）
普通の地上波中継の人気馬を順に解説する方式とは異なり出走馬を順に紹介した後、パドック解説の佐藤（佐藤が新潟出張中および降板後は椋木が担当）が上位人気馬で良く見えた馬、悪く見えた馬を挙げるという、主にラジオの競馬中継で行われている方式をとっていた。たとえ圧倒的一番人気であってもその馬の過去の骨折などのことを語りばっさり斬ることがあり、その馬が着を外すことも多々あった。関東以外やお台場からの進行となって地上波の解説がそのまま流れる場合でもこのコーナーは行われ“勝手にパドック解説対決”のような状態となっていた（地上波では一番人気を褒めていて、こちらでは斬っているような状況が良くあった）。
「アベコーの万券予報」
ホースニュース社在籍中から『穴のアベコー』の異名で知られた阿部の予想コーナー。阿部がゲスト出演のときに行われた。『ワイド中継』『ラジオ日本競馬実況中継』で行われていた「アベコーの穴党専科」と似た趣旨だが、当日特に万馬券が出そうと見込んだレースに注目し、パネル、映像を使い独自の視点から予想する。万馬券の的中は多くはなかったが、予想の的中率は高かった。また、番組の最後には「おまけのコーナー」として最終レースの予想を行っていた（阿部降板後は須田・椋木両人が行っていた）。
「フジの馬っ券王」（視聴者参加コーナー）
双方向システムを使い指定レースの馬券を決められたポイント内で購入しその予想成績を競うものであり、番組も1参加者として参戦していた。番組としての買い目は須田と椋木がそれぞれ予想をし女性アシスタントがどちらかを選んでいた（相川担当時には「相川予想コーナー」として、自身の予想を番組予想にしていたことも）。
「がっちり消しまショー!」
指定レースの予想を出演者共同（2009年度・2010年度は西島以外）で行うコーナー。各人が「連に絡まないだろう」と思う馬を順に消していき、最後の一巡（二巡の場合もある）はクジで消し残った馬のボックス馬券を購入する。的中すれば山分け、外れれば連に絡んだ馬（主に最先着馬）を消した人の総責任払いというシステムであり、函館記念の万馬券を当てたことがあった（後に三連単導入に伴い三連単用のコーナーとなったこともあるが、馬連や三連複で買うことが多い）。WIN5発売後は実施しなくなっていたが、2012年6月3日に1年4ヶ月ぶりに実施した。
各競馬場メインレース優先放送
GIの本馬場入場などが他場のメインレースに重なってしまった場合はそのレースが条件戦であってもメインレースを優先して放送していた。

### 2004年6〜9月での放送
太字は『競馬大王』オリジナル放送である。
以下番組名・局名については略号で示す。
KD…競馬大王
S…スーパー競馬
DM…ドリーム競馬
DT…ドラマチック競馬
NK…NSTスーパー競馬
BSF…BSフジ
UHB…北海道文化放送
FTV…福島テレビ
CX…フジテレビ
NST…新潟総合テレビ
KTV…関西テレビ
TNC…テレビ西日本

### 出演者

#### 司会者
- 須田鷹雄（競馬ライター）

須田が『ドラマチック競馬』司会や海外競馬取材時は長谷川豊（フジテレビアナウンサー）が代理司会を務めた。
- 相川梨絵（初代アシスタント、当時共同テレビアナウンサーでフジテレビに出向していた）
- 津島亜由子（2代目アシスタント、セント・フォース所属）
- 長野翼（3代目アシスタント、フジテレビアナウンサー）

#### 解説者
- 椋木宏 - 競馬エイト関東チーフトラックマン
- 佐藤寿恭 - 1馬→サンケイスポーツ→競馬エイト関東、パドック解説担当。新潟総合テレビ『NSTスーパー競馬』解説兼務。
- 阿部幸太郎 - ホースニュース・馬（中央・関東版）→夕刊フジ。

#### ゲスト解説者
- 東信二

## BSスーパーKEIBA
番組の終了から6年後、『BSスーパーKEIBA』（ビーエススーパーケイバ）のタイトルで2018年10月14日に放送開始した。2007年12月23日に終了した『スーパー競馬』のオマージュであり、BGMも多くが地上波のスーパー競馬と同様の形で使用されている。放送時間は地上波FNS系列（一部地域を除く）と同じ日曜 15:00 - 16:00。ただし日本ダービー等のビッグレース開催日に、地上波の放送が拡大される場合あるが、BSフジの拡大は行われず、通常と同じ放送時間で放送する。
内容は当日の準メイン・メインレースの中継を中心とし、地上波で流れる主要レースを紹介するVTRなどは放送せず、注目馬の追い切りの情報や前哨戦の様子・翌週の出走予定馬の情報程度にとどめるなど比較的コンパクトな内容が組まれている。
毎回CM明けには「○○ Memories」と題した当日のメインレースの過去の開催を振り返るコーナー（「○○」にはレース名が入る）が設けられている。1回の放送辺り1〜3回分の過去の競馬中継で放送した（または、フジテレビ系列の競馬中継番組が中継した）当時のレースVTRがそのまま放送され、スタジオにて映像を見た出演者がレース内容や実況などについて当時を振り返るコメントをする。
秋華賞当日の2018年10月14日から3ヶ月は月1回程度、2019年は一部重賞競走施行日において月1 - 2回程度、2020年はNHK総合（『NHK競馬中継』）で放送が行われる日を除く放送枠を経て、2021年に通年レギュラー放送枠となった。
但し、フジサンケイクラシックとフジサンケイレディスクラシックを中継する日は2019年までは番組を休止したが、2021年からのレギュラー化以降、前述のゴルフ中継時でもサブチャンネル（182ch。SD画質）で本番組の放送を実施している。ただし、4Kチャンネルでは当該日は放送休止。
中継映像は原則としてグリーンチャンネルと同じJRA公式映像だが、関東主場のうち地上波局FNS系列で中継されるものは『みんなのKEIBA』と同じ映像を使用する。番組内でJRAが主導する中央のGI競走が放映されるのは、過去のBS11（『BSイレブン競馬中継』）で特例として放送されるレースを除けば民放BSでは唯一の放送例である。またJRAが馬券発売対象とする海外のG1が番組内で放送される場合、中継は行わずにVTRで挿入する。2022年以降、関東主場の中継は『みんなのKEIBA』をもとにした独自テロップ送出を行う。
2019年11月10日は報道特別番組として地上波局一斉に第126代天皇徳仁の即位を祝う『祝賀御列の儀』の生中継が編成された関係で、2週連続でフジテレビ系列の競馬中継番組が休止となり、裏送りも行われなかった。そのため、東京のメイン競走の中継は2012年10月7日の毎日王冠開催日以来、約7年1か月ぶりに独自実況やテロップ送出等が施された。2023年7月23日・2024年7月21日は『FNS27時間テレビ』に競馬中継が内包される関係で、3場全てグリーンチャンネルと同じJRA公式映像からの中継となった。
その他、どうしても地上波FNS・本番組共に休止しなければならない理由がある場合はフジテレビ・日本BS放送・JRAで協議の上対応を決定するか、グリーンチャンネル『中央競馬全レース中継』をBSに限り終日無料放送とすることもある。

### 司会
メインキャスター
- 福原直英（フジテレビアナウンス室副部長[60]、初回 - 2022年3月27日・2024年4月14日（ゲスト、2年ぶりの出演となる）・11月24日）[61]
- 青嶋達也（フジテレビアナウンス室スポーツ統括担当部長、2022年4月3日 - ）[62]

2019年11月10日・2021年5月30日・10月31日放送分は福原の代理として出演。
- 小澤陽子（フジテレビアナウンサー、2019年1月 - 2023年12月24日）[63]
- 小山内鈴奈（フジテレビアナウンサー、2024年1月7日 - ）

2022年9月4日・12月25日・2023年9月10日放送分は小澤の代理として出演。
メインキャスター代理
- 酒主義久（フジテレビアナウンサー、2022年1月30日） 福原の代理として
- 倉田大誠（フジテレビアナウンス室副部長、2022年12月25日・2023年12月24日・2024年2月18日・9月8日・12月22日）有馬記念及びフェブラリーステークスで実況を担当する青嶋の代理として(但し同年9月8日は青嶋の夏季休暇に伴う)
- 立本信吾（フジテレビアナウンサー、2023年1月29日・2月19日・2024年1月28日・2025年6月8日） 青嶋の代理として
- 谷岡慎一（フジテレビアナウンサー、2025年2月2日・2月23日） 青嶋の代理として
- 小室瑛莉子（フジテレビアナウンサー、2021年12月26日・2025年4月27日・8月10日） 2021年12月26日は小澤の代理、2025年4月27日・8月10日は小山内の代理として
- 梅津弥英子（フジテレビアナウンサー、2022年6月5日） 小澤の代理として
- 岸本理沙（フジテレビアナウンサー、2024年2月4日）小山内の代理として
- 宮本真綾（フジテレビアナウンサー、2025年1月19日）小山内の代理として

### 解説者
競馬エイトトラックマンが各日1人起用される。
- 片桐靖弘
- 佐藤ゆきあき
- 沢田知希
- 高尾幸司
- 椋木宏
- 横山英二
- 翔太郎（新潟競馬場がローカル3場開催時はNST競馬解説者として『NSTみんなのKEIBA』に出演、父は椋木宏）

過去
- 吉田均（2024年10月6日に解説者として出演する予定だったが、2024年10月3日に心筋梗塞のため、死去[64]。この訃報は、2024年10月6日のこの『BSスーパーKEIBA』で伝えられた。なお、吉田均の『BSスーパーKEIBA』の最後の出演は2024年9月8日となった。）

### ゲスト
- 岩瀬仁紀
- 黒澤ゆりか
- 杉本清
- 鈴木淑子
- ほのか
- 松田丈志
- 安田美沙子
- 山本昌
- 横山ルリカ[65]
- Lynn

### 使用曲

#### オープニング

##### CG
- Running From Dinosaurs（Immediate Music）

##### スタジオ
- WALL STREET（服部隆之）[66]

『スーパー競馬』ではGI開催日のオープニングとして使われたが、当番組ではこの曲で固定である。

#### 本馬場入場
- スーパー競馬メインタイトル 〜Theme of SUPER KEIBA,from ’95 to ’07〜（千住明）[67]

『スーパー競馬』及び以降の競馬中継では関東主場GIレースの本馬場入場曲として使われているが、当番組では東西問わず（関西の場合は公式映像に被せる形で）この曲で統一している。

#### エンディング
- 番組開始 - 現在（2021年からはGI開催の無い日のみ）　BIG CHANCE（服部隆之）[66]
- 2021年 - 現在（GI開催日のみ）　スーパー競馬メインタイトル 〜Theme of SUPER KEIBA,from ’95 to ’07〜（千住明）

「スーパー競馬メインタイトル」は『スーパー競馬』と同様の形で使用される。

#### その他
2021年からはGI開催日のエンドクレジット（提供読み）にて『スーパー競馬』と同様の形で「スーパー競馬メインタイトル」が使用されている。

## 日曜以外での特別編成
- 『競馬大王』放送時の2002年5月3日は金曜日に放送された。この日はプリンシパルステークス、京都新聞杯、白馬岳特別などを中継。翌日のNHKマイルカップの展望もした。
- 敬老の日での競馬開催日は、『ドラマチック競馬』、『NSTみんなのケイバ』（2009年）が中継放送をしていたが、BSフジでは日曜のみの放送ということもあり、サイマル放送はなかった（主にエルムステークス開催日。2008年のみ朝日チャレンジカップ）。

## 地方競馬中継の編成
2019年に入り、これまで『BSイレブン競馬中継』が主だって編成していた地方競馬のダートグレード競走の中継が、BSフジで中継されることがある。BSフジの局賞レース「BSフジ賞」（主に東京大賞典開催日）もBSフジで放送される。地上波での放送時間にはフジテレビの局賞レース「フジテレビ賞」も中継される。
- 2019年
  - 11月4日（振替休日・月曜日）、浦和競馬場で行われたJBC競走（JBCレディスクラシック・JBCスプリント・JBCクラシック）の中継を13:00 - 16:00に放送した[72]。前日には直前特番も放送されている。
  - 12月29日（日曜日）、大井競馬場の東京大賞典は、BSフジに加えフジテレビ（関東ローカル）でも中継された（放送時間はBSフジ・フジテレビ共に15:00 - 16:00）[73]。
- 2020年
  - 11月3日（文化の日・火曜日）、JBC競走（JBCレディスクラシック・JBCスプリント・JBCクラシック（以上、大井競馬場開催）・JBC2歳優駿（門別競馬場開催））の中継を16:00 - 19:00に放送した。
  - 12月29日（火曜日）、大井競馬場の東京大賞典は、前年に引き続きBSフジに加えフジテレビ（関東ローカル）でも中継された（放送時間はフジテレビが14:45 - 16:00、BSフジは15:00 - 17:30）[74]。
- 2021年
  - 12月29日（水曜日）、大井競馬場の東京大賞典は、BSフジに加えフジテレビ・関西テレビ・東海テレビでも中継された（放送時間は地上波3局が14:45 - 16:00、BSフジは14:45 - 17:30）。
- 2022年
  - 11月3日（文化の日・木曜日）、JBC競走（JBCレディスクラシック・JBCスプリント・JBCクラシック（以上、盛岡競馬場開催）・JBC2歳優駿（門別競馬場開催））の中継を16:00 - 19:30に放送[75]。
  - 12月29日（木曜日）、大井競馬場の東京大賞典は、BSフジに加えフジテレビ・関西テレビ・東海テレビ・北海道文化放送でも中継された（放送時間は地上波4局が14:45 - 16:00、BSフジは14:45 - 17:30）[76]。
- 2023年
  - 11月3日（文化の日・金曜日）、JBC競走（JBCレディスクラシック・JBCスプリント・JBCクラシック（以上、大井競馬場開催）・JBC2歳優駿（門別競馬場開催））の中継を14:45 - 18:00に放送[77]。
  - 12月29日（金曜日）、大井競馬場の東京大賞典は、BSフジに加えフジテレビ・関西テレビ・東海テレビ・北海道文化放送でも中継された（放送時間は地上波4局が14:45 - 16:00、BSフジは14:45 - 18:00）[78]。
- 2024年
  - 12月29日（日曜日）、大井競馬場の東京大賞典は、BSフジに加えフジテレビ・関西テレビ・東海テレビ・北海道文化放送で中継された（放送時間は地上波4局が14:45 - 16:00、BSフジは14:45 - 16:00・17:00 - 18:00、16:00-17:00はメインチャンネルでレギュラー番組『BOAT RACEプレミア ハートビートボート＋』を放送のためサブチャンネルにて放送。）[79][80]。

## その他
- 『競馬大王』放送時、地上波で出走馬テロップが出ないときはBSフジから表記することがあった（2004年の小倉大賞典のパドックなど、また放送年は不明だが中京記念でもそのような対応をとっていた）。
- 2008年3月30日の放送では提供読み（主催）を間違えて、JRAのコマーシャルの上にかぶせて放送してしまった（本来はCM前のパドック映像で表記）。
- 同年10月12日の放送では毎日王冠の勝利騎手インタビューの際、フジテレビのカメラが騎手をしっかりと捕らえていなかった為、急遽BSフジからレース映像を挿入する形をとった。
- 2009年10月18日の放送からのGIレース当日の関西テレビ制作『競馬beat→競馬BEAT（2009年はDREAM競馬）』放映時は5.1サラウンド放送を実施している。
- 独自制作版では、2011年5月15日の放送よりWIN5の発売に併せ、対象の5レースを全て放送するようになった。これにより、以前は放送されなかった西日本主場の準メインレースも放送される（テロップはBSフジ側から送出）。
  - 連動データ放送では全競馬場の全レースのオッズと確定したレース結果を表示しているが、馬単・三連複・三連単に対応していない。